# Wurmbea marginata
Wurmbea marginata là một loài thực vật có hoa trong họ Colchicaceae. Loài này được (Desr.) B.Nord. miêu tả khoa học đầu tiên năm 1986.